# 博什陶
博什陶，是匈牙利巴兰尼亚州所辖的一个村。总面积5.95平方公里，总人口137，人口密度23.0人/平方公里（2011年1月1日）。